# Hrœrekr slöngvanbaugi
Hraerek slongvinbaugi Halfdansson o Hrörek, también Hrœrekr, (nórdico antiguo: Hrærekr slöngvanbaugi; danés antiguo: Rørik Slængeborræ o Rørik Slyngebond) (c. 629) fue un legendario caudillo vikingo y monarca de Lejre (hoy Selandia), Dinamarca en el siglo VII que aparece citado en varias sagas nórdicas y crónicas medievales como Chronicon Lethrense, Annales Lundenses, Gesta Danorum, Sögubrot af nokkrum fornkonungum, saga de Njál, Hversu Noregr byggdist, saga Skjöldunga y Bjarkarímur. Fue padre de Harald Hilditonn y abuelo de Hrœrekr slöngvanbaugi Haraldsson (n. 698).
Al margen del nombre, las versiones danesa y noruega difieren sustancialmente tras varias generaciones desde Hrólfr Kraki. Es mucho más notable su figura como abuelo de Hamlet.

## Etimología
El apodo Slængeborræ aparece en Chronicon lethrense y los Anales de Lunda como una corrupción de Slænganbøghe, que es una versión del nórdico antiguo oriental del occidental slöngvanbaugi (que significa "lanzador de anillos", un rey generoso con su oro). La versión y motivación de Saxo Grammaticus difiere, Slyngebond significa "brazalete hondero" (ver más abajo).

## Tradición danesa
Rørik es hijo del rey Höðr, una forma terrenal de la figura del dios nórdico y abuelo de Hamlet. Rørik aparece en las fuentes como un poderoso rey danés.

### Chronicon lethrenseyAnales de Lunda
Chronicon Lethrense y los Anales de Lunda muestran a Rørik como hijo de un terrenal Höðr, quien mató a Balder hijo de Odín, en batalla. Höðr pereció en manos del hijo de Odín, Vali.
Rørik Slængeborræ fue un victorioso guerrero y conquistador de Curlandia, Wendland y Suecia y les subyugó bajo tributo. Asignó a sus caudillos Orwendel y Feng como gobernadores de Jutlandia y concedió la mano de su hermana a Orwendel, quienes fueron padres de Amblothe (Hamlet). A Rørik le sucedió Wiglek.

### Gesta Danorum
Gesta Danorum (libro 3) de Saxo Grammaticus coincide con Chronicon lethrense y Anales de Lunda, Rørik Slyngebond es hijo de Höðr (Høther). Cuando Boe (Vali), el hijo de Odín, había matado a Höðr, los suecos, curonios y eslavos se rebelaron contra Dinamarca (aquí Saxo ignora de forma patriótica el hecho que él mismo presentó a Höðr como un príncipe de Suecia que gobernó Dinamarca) y atacaron a Rørik.
Cuando las fuerzas eslavas y danesas se encontraron, un hechicero eslavo propuso que en lugar de iniciar una gran batalla y la consecuente pérdida de vidas, se enfrentasen dos hombres en un holmgang (duelo). Si el eslavo vencía, no habría más tributo, pero si ganaban los daneses, deberían pagar tributo como en los viejos tiempos. Un danés preguntó a Rørik cual sería la recompensa del guerrero danés que venciese, Rørik prometió una cadena de seis brazaletes entrelazados; el danés aceptó el duelo pero fue derrotado y muerto.
Al día siguiente, el guerrero eslavo vencedor estaba exultante por su victoria y preguntó si había un segundo danés que quisiera enfrentarse en combate. Un guerrero llamado Ubbe que estaba también bien formado en conjuros seiðr, preguntó a Rørik cual sería la recompensa si vencía al eslavo. De nuevo Rørik prometió el brazalete encadenado. El danés preguntó si una tercera persona de confianza pudiera resguardar el brazalete, no fuese que Rørik se arrepintiese de su promesa a lo que el rey aceptó pero esa tercera persona estaba en otra nave, así que calculó mal cuando lanzó la cadena y cayó al agua y se perdió. Ese fue el motivo de su Slyngebond (honda de pulseras). Ubbe decidió aceptar el duelo igualmente, y en esta ocasión ambos contrincantes murieron, pero los eslavos quedaron tan impresionados que aceptaron seguir pagando el tributo.
Rørik asignó a Horwendil y Feng el gobierno de Jutlandia. Horwendil consiguió fama por sus incursiones y pillajes por lo que Rørik le concedió a su hija Gerutha (Gertrude), ambos fueron padres del legendario Amleto (Hamlet).
A la muerte de Rørik, le sucedió Wiglek.

### Saga Skjöldunga
Aquí, Rørik es hijo de Ingjald Frodason (Ingeld), y hermanastro del rey Healfdene de Lejre, padre de Hroðgar. Ingeld mata a Healfdene y toma a su esposa como propia, siendo Rørik fruto de esa unión. El apodo Slöngvanbaugi tiene relación con el incidente de los brazaletes que cayeron al mar y se perdieron para siempre.

## Tradición nórdica occidental
En la tradición de Noruega e Islandia solo se menciona a Hrœrekr como un caudillo de Escania sometido a Ivar Vidfamne quien le cedió el gobierno de Dinamarca y Suecia. No aparece más información sobre parentesco y tampoco sobre Hamlet. En las fuentes occidentales Hrœrekr solo es un rey de Selandia, Skåne y Jutlandia bajo la autoridad de otros gobernantes. 

### Sögubrot af nokkrum fornkonungum
Sögubrot relata cuando Ivar Vidfamne era rey de Suecia, dio a su hija Auðr a Hrœrekr, aunque ella prefería a Helgi, hermano de Hrœrekr. Auðr le dio un hijo, Harald Hilditonn. Ivar le confiesa a Hrærekr que Auðr era infiel con su hermano Helgi. La estratagema funcionó y Hrœrekr mató a su hermano, tras lo cual Ivar atacó y mató a Hrœrekr. No obstante, Auðr llegó con su ejército de Selandia y expulsó a su padre, obligándole a regresar a Suecia. Al año siguiente, Auðr fue a Gardariki con su hijo Harald y otros poderosos hombres de su séquito y casó con el rey Raðbarðr. Ivar aprovechó la oportunidad y conquistó Selandia.
Sögubrot cita a un segundo Hrœrekr slöngvanbaugi hijo de Harald Wartooth, en consecuencia compartía el mismo nombre y apodo que su abuelo.

### Saga de Njal
La saga de Njal solo cita a Hrœrekr Slöngvanbaugi como ancestro de un hombre llamado Valgarðr. Relata que era padre de Harald Hilditonn, y que la madre de Harald fue Auðr, hija de Ivar Vidfamne, hijo de Halfdan el Valiente. No menciona si Hrœrekr estaba casado con Auðr, pero asume que el lector está familiarizado con la historia.

### Hyndluljóð
En poema Hyndluljóð relata que la diosa Freyja se encuentra con la völva Hyndla y juntas cabalgan hacia el Valhalla. Freyja monta su jabalí Hildisvíni y Hyndla monta a un lobo. Su misión es encontrar el árbol genealógico de Óttarr para que pueda reclamar su herencia. Hyndla recita a los ancestros de Óttar y entre ellos, en la estrofa 28, aparece Hrærekr:
| Haraldr hilditönn borinn Hræreki slöngvanbauga, sonr var hann Auðar, Auðr djúpúðga Ívars dóttir, en Ráðbarðr var Randvers faðir; þeir váru gumnar goðum signaðir; allt er þat ætt þín, Óttarr heimski. | Harald Wartooth de Auth nació, Hrörek el que dio los anillos fue su esposo; Auth era hija de Ivar, pero Rathbarth padre de Randver fue: Y todos son parientes, de Ottar. |  |

### Hversu Noregr byggðist
Hversu Noregr byggðist, también coincide con Sögubrot dando a Hrœrekr la paternidad de Harald Hilditonn. También cita que es el padre de Randver, que sería a su vez padre del rey Sigurd Ring. Pero la misma fuente no coincide con Sögubrot y Hyndluljóð que imputan la paternidad de Randver a Raðbarðr, mientras que la saga Hervarar aporta más interrogantes, imputando la misma paternidad a Valdar.